# بيرتش هيل (باركشير)
بيرتش هيل (بالإنجليزية: Birch Hill)‏ هي قرية تقع في المملكة المتحدة في جنوب شرق إنجلترا.